# Parafia św. Anny w Katowicach
Parafia św. Anny w Katowicach-Janowie – rzymskokatolicka parafia z siedzibą w Katowicach, na terenie dzielnicy Janów-Nikiszowiec. Przynależy ona do dekanatu Katowice-Bogucice archidiecezji katowickiej. 
Została ona erygowana 1 sierpnia 1912 roku przez kardynała Georga von Koppa, natomiast pierwszym proboszczem został ks. Paweł Dudek. Zabytkowy, neobarokowy kościół parafialny, znajdujący się przy placu Wyzwolenia w Nikiszowcu, został poświęcony 23 października 1927 roku. Kancelaria parafialna zlokalizowana jest przy placu Wyzwolenia 21. Parafia zarządza cmentarzem parafialnym przy ul. Cmentarnej.

## Historia

### Powstanie i budowa kościoła

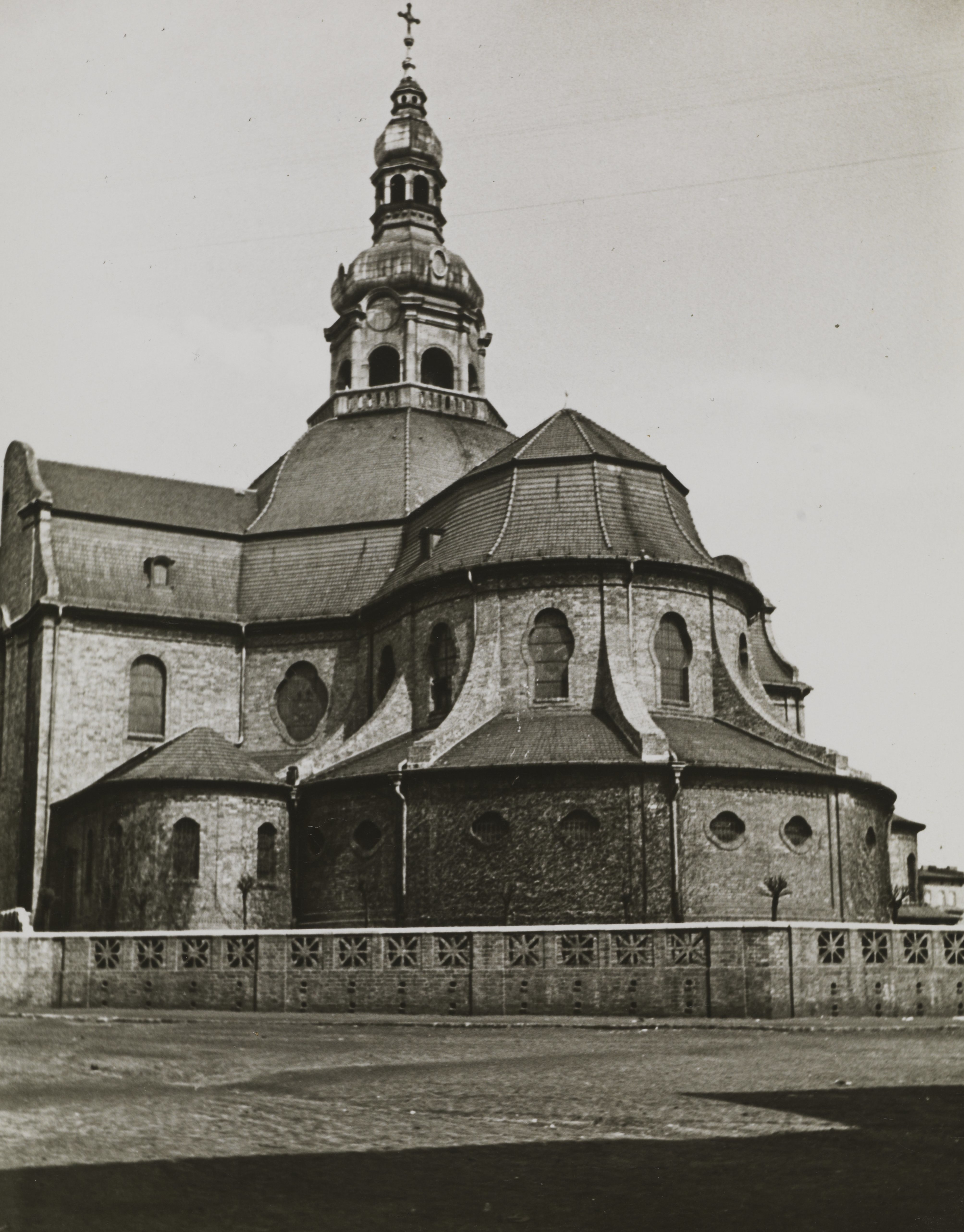
Kościół w latach międzywojennych

Początkowo mieszkańcy Janowa przynależeli do wspólnoty parafialnej Najświętszego Serca Pana Jezusa w Mysłowicach. Kościół parafialny był odległy o 4–5 km od Janowa, stąd też w 1902 roku powołano Towarzystwo Katolickich Obywateli, które rozpoczęło działania na rzecz budowy kościoła na terenie Janowa.
22 października 1910 roku powołano lokalię. W tym samym roku, przy szybie Wojciech kopalni „Giesche” (późniejszy „Wieczorek”) na koszt kopalni przebudowano budynek kotłowni na tymczasowy kościół, który został poświęcony przez ks. Ernesta Breslera – proboszcza mysłowickiej parafii. W tym samym roku, 22 października do wspólnoty wiernych z Janowa przybył pierwszy duszpasterz – ks. Paweł Dudek. Janowska lokalia liczyła wówczas 9548 parafian, w tym 5190 z Janowa, 4154 z Giszowca i 204 z kolonii Zuzanna. Został on później proboszczem erygowanej 1 sierpnia 1912 roku parafii. Erygowania dokonał kardynał Georg Kopp z Wrocławia. Nowa parafia obejmowała swoim zasięgiem Janów, obszar dworski Giszowiec (bez huty „Alexander”) oraz osiedle Nikiszowiec.
6 maja 1914 roku rozpoczęto budowę nowego kościoła według projektu Emila i Georga Zillmannów z Charlottenburga. 5 lipca 1914 roku położono kamień węgielny i dokonano aktu poświęcenia. Budowę przerwał wybuch I wojny światowej. Fundatorami kościoła była kopalnia „Giesche” oraz wierni z janowskiej parafii. Budowa napotkała jednak trudności finansowe (zwłaszcza na pokrycie kosztów stropów, dachu i kopuły) i aby ją ukończyć, ks. Dudkowi udało się nakłonić Sejm Śląski w 1925 roku do zagwarantowania przez wojewodę pożyczki w wysokości 80 tys. złotych Katolickiemu Zarządowi Kościelnemu z funduszy Górnośląskiej Spółki Brackiej. Poświęcenie kościoła odbyło się 23 października 1927 roku, a uroczystość prowadził bp katowicki Arkadiusz Lisiecki. W tym samym dniu, z uwagi dla zasługi ks. proboszcza dla powstania świątyni, bp nadał mu tytuł radcy duchownego.

### Działalność duszpasterska do 1945 roku
Już w 1915 roku w parafii odbyła się pierwsza msza prymicyjna – wyświęcono wówczas ks. Wiktora Siwka. W czerwcu 1918 roku przy poparciu ks. Pawła Dudka założono ochronkę dla dzieci, prowadzoną przez siostry jadwiżanki. Skierowano wówczas cztery siostry zakonne do opieki nad dziećmi. 16 lutego 1923 roku powołano chór św. Cecylii. W 1928 roku w kościele parafialnym poświęcono stacje drogi krzyżowej, a 4 grudnia 1932 roku ks. bp Stanisław Adamski poświęcił ołtarz św. Barbary. W latach międzywojennych msze święte odprawiano w języku polskim i niemieckim (w 1920 roku w niedziele i święta odprawiano trzy msze po polsku i jedną po niemiecku). Od 1934 roku wydawano w parafii Wiadomości Parafialne w dwóch językach, w którym umieszczano głównie ogłoszenia duszpasterskie. W drugiej połowie lat 30. XX wieku część parafian zaczęła domagać się likwidacji niemieckojęzycznych mszy i nabożeństw. ks. Dudek starał się zachowywać neutralność w konfliktach narodowościowych.
W czasie II wojny światowej, w grudniu 1939 roku zawieszono polskie nabożeństwa, a w miejsce polskich pieśni śpiewano łacińskie. Siostry jadwiżanki na początku 1940 roku musiały przenieść się z przedszkola do domu przy obecnej ul. Leśnego Potoku, pozostając na terenie parafii, przez co zaczęły zajmować się pracą na rzecz kościoła. W 1943 roku Niemcy zarekwirowali trzy z czterech dzwonów, pozostawiając najmniejszy – św. Annę.

### Lata powojenne

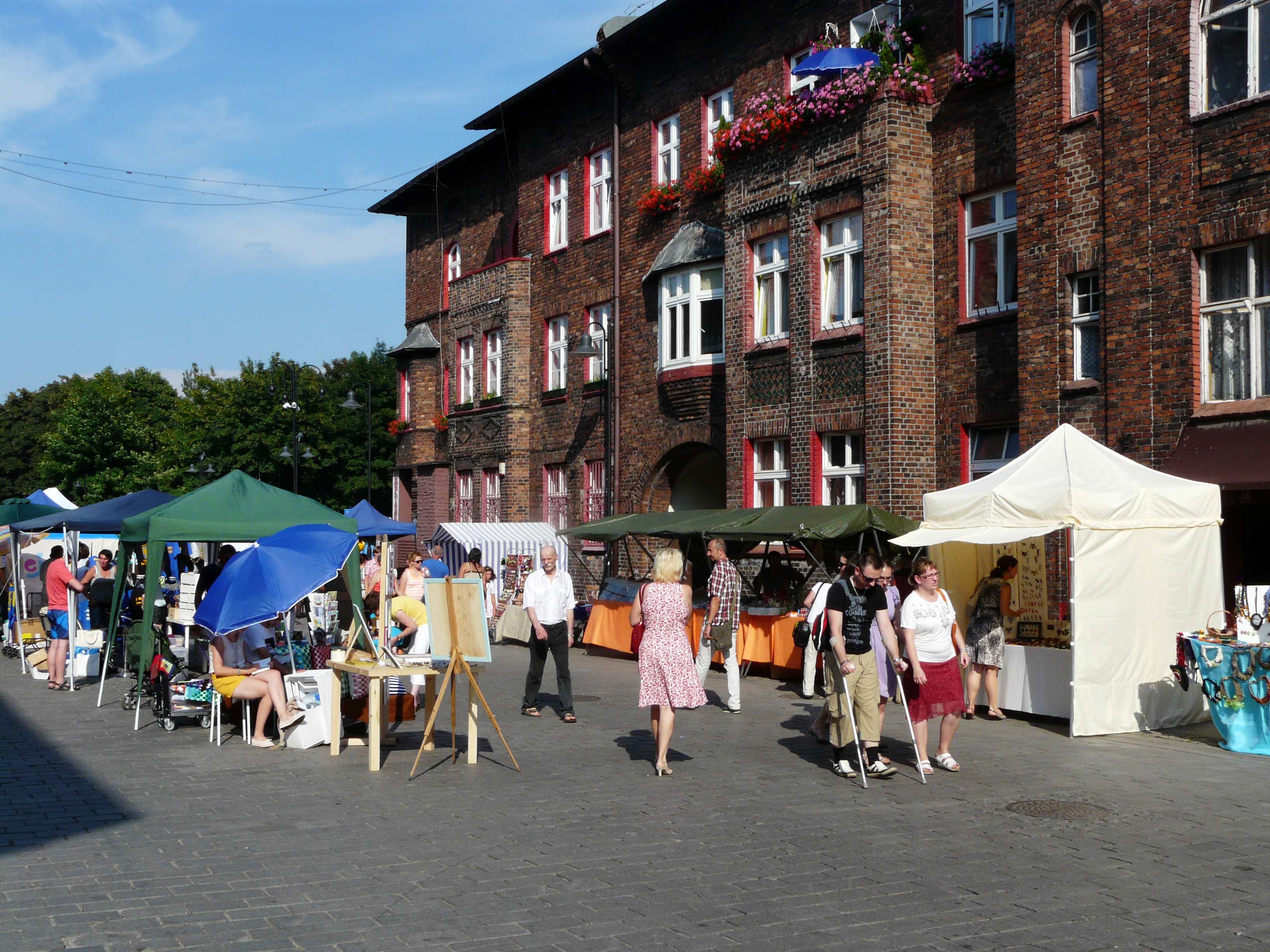
Odpust u Babci Anny w Nikiszowcu w 2013 roku

23 maja 1945 roku nowe komunistyczne władze z przyczyn politycznych przekazały ks. proboszczowi Pawłowi Dudkowi kartę wysiedlenia. Dla władz ks. proboszcz był osobą za bardzo sprzyjającemu Niemcom. Decyzji tej nie zaakceptowały władze kościelne, nie pozbawiając ks. funkcji proboszcza, którym był formalnie do śmierci w 1964 roku. Nowym administratorem został ks. Alfons Tomaszewski, lecz nie posługiwał on długo, gdyż już 1 września 1946 roku jego miejsce zajął ks. Lucjan Pitlok. Siostry jadwiżanki powróciły do pierwotnie zajmowanego budynku, gdzie opiekowały się chorymi i zajmowały się prowadzeniem przedszkola, lecz już w 1951 roku władze zmusiły siostry do opuszczenia placówki i przekazani jej osobom świeckim. W budynku mieszkały jeszcze do 1965 roku, kiedy to opuściły swój klasztor i przeniosły się na probostwo parafii św. Anny.
W 1950 roku malarz Kazimierz Idczak rozpoczął pracę nad malowaniem kościoła. Dwa lata później w parafii świętowano 25-lecie konsekracji kościoła św. Anny. W 1956 roku parafianie ufundowali boczny ołtarz Matki Boskiej, wykonany przez Egona Kwiatkowskiego w Katowic. W 1975 roku wykonano w kościele parafialnym remontu dachu kościoła i wież, a dwa lata później – 27 października 1977 roku poświęcono dwa nowe dzwony.
We wnętrzu kościoła w 1967 roku odsłonięto tablicę upamiętniającą pierwszego proboszcza ks. Pawła Dudka.
W 1986 roku rozpoczęto prace nad budową nowego domu katechetycznego autorstwa Zbigniewa Webera. Budowę ukończono w 1992 roku. Wówczas to 5 listopada ks. abp Damian Zimoń dokonał poświęcenia domu katechetycznego. Część domu została oddana siostrom jadwiżankom, które przeprowadziły się z budynku probostwa. W późniejszym czasie wykonano szereg remontów i konserwacji kościoła, w tym dachu, obrazów czy dzwonnic. Po 1989 roku powołano również kilka funkcjonujących obecnie, nowych grup parafialnych. W tym samym roku utworzono sekcję Janów Klubu Inteligencji Katolickiej, w 1999 roku Podwórkowe Kółko Różańcowe Dzieci natomiast 25 października 2005 roku Grupa Modlitwy św. ojca Pio.

### Proboszczowie
- ks. Paweł Dudek – lokalista (1910–1912), proboszcz (1912–1945)[16],
- ks. Alfons Tomaszewski – substytut (1945–1946)[16],
- ks. Lucjan Pitlok – administrator (1946–1966), proboszcz (1966–1974)[16],
- ks. Jan Klemens (1974–2003)[16],
- ks. Zygmunt Klim (2003–2020)[16],
- ks. Tomasz Seweryn – administrator (2020[17]–2021[18]),
- ks. Jacek Staniec (od 2021[18]).

## Kościół parafialny

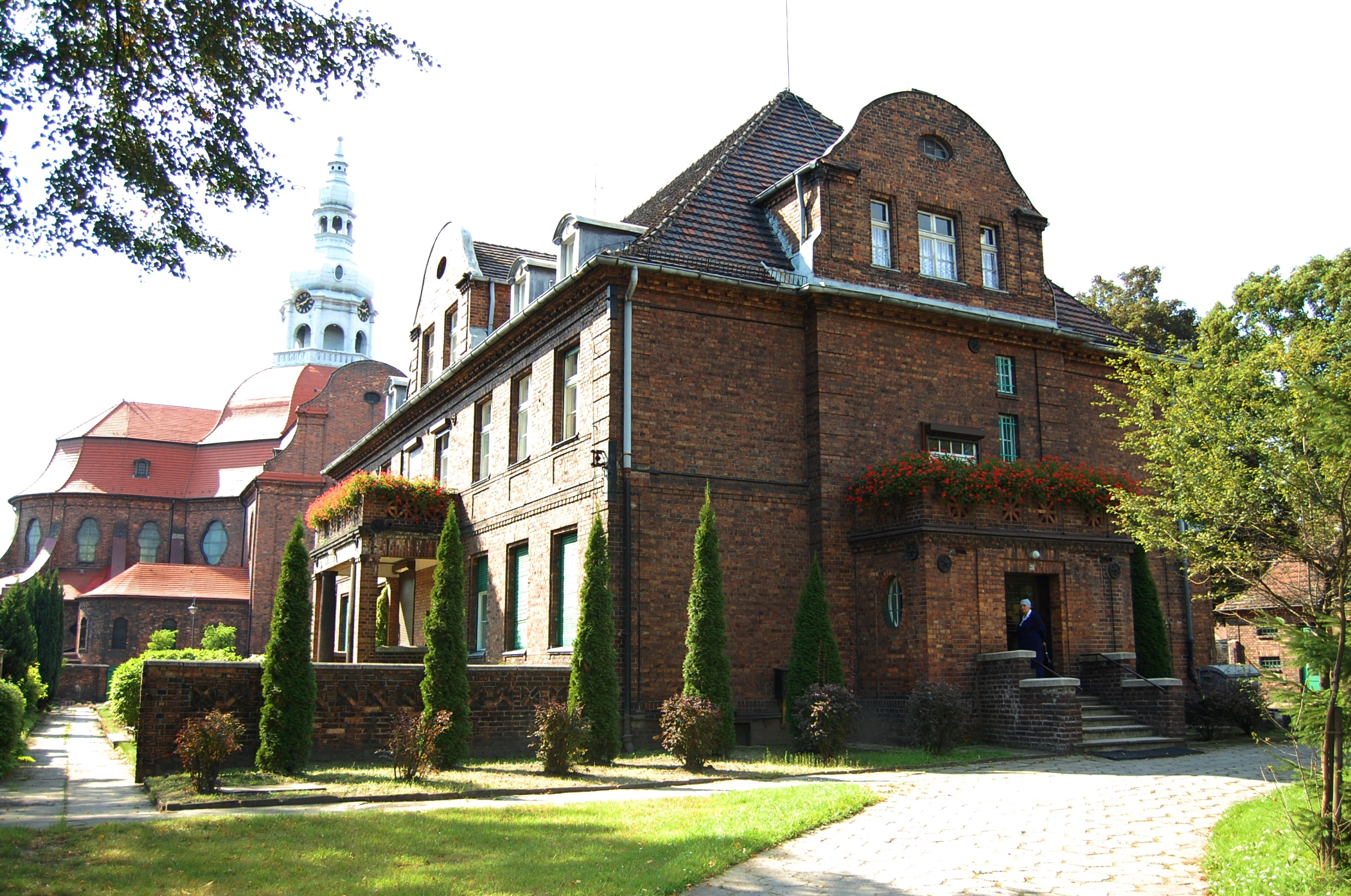
Budynek kancelarii parafialnej; w tle kościół parafialny

Kościół parafialny św. Anny znajduje się przy placu Wyzwolenia na osiedlu Nikiszowiec. Został wybudowany na planie krzyża, ma trzy nawy, a nad przecięciem transeptu i nawy głównej wznosi się kopuła, której elementy stalowe odlano m.in. w Hucie Laura. Wokół prezbiterium prowadzi obejście. Wystrój wykonany w stylu neobarokowym. Ołtarz główny ze św. Anną jest dziełem artysty monachijskiego Georga Schreinera. W bocznych nawach znajdują się ołtarze Matki Bożej i Świętej Barbary. We wnętrzu znajdują się też chrzcielnica typu kielichowego, nadwieszana ambona i droga krzyżowa malowana według wzoru Fugla. W oknach znajduje się 56 witraży, dzieło ratyzbońskiej pracowni Schneidera. W kościele znajdują się 75 głosowe organy o barwie romantycznej zbudowane w 1927 roku przez firmę braci Rieger z Karniowa w Czechach.

## Działalność duszpasterska

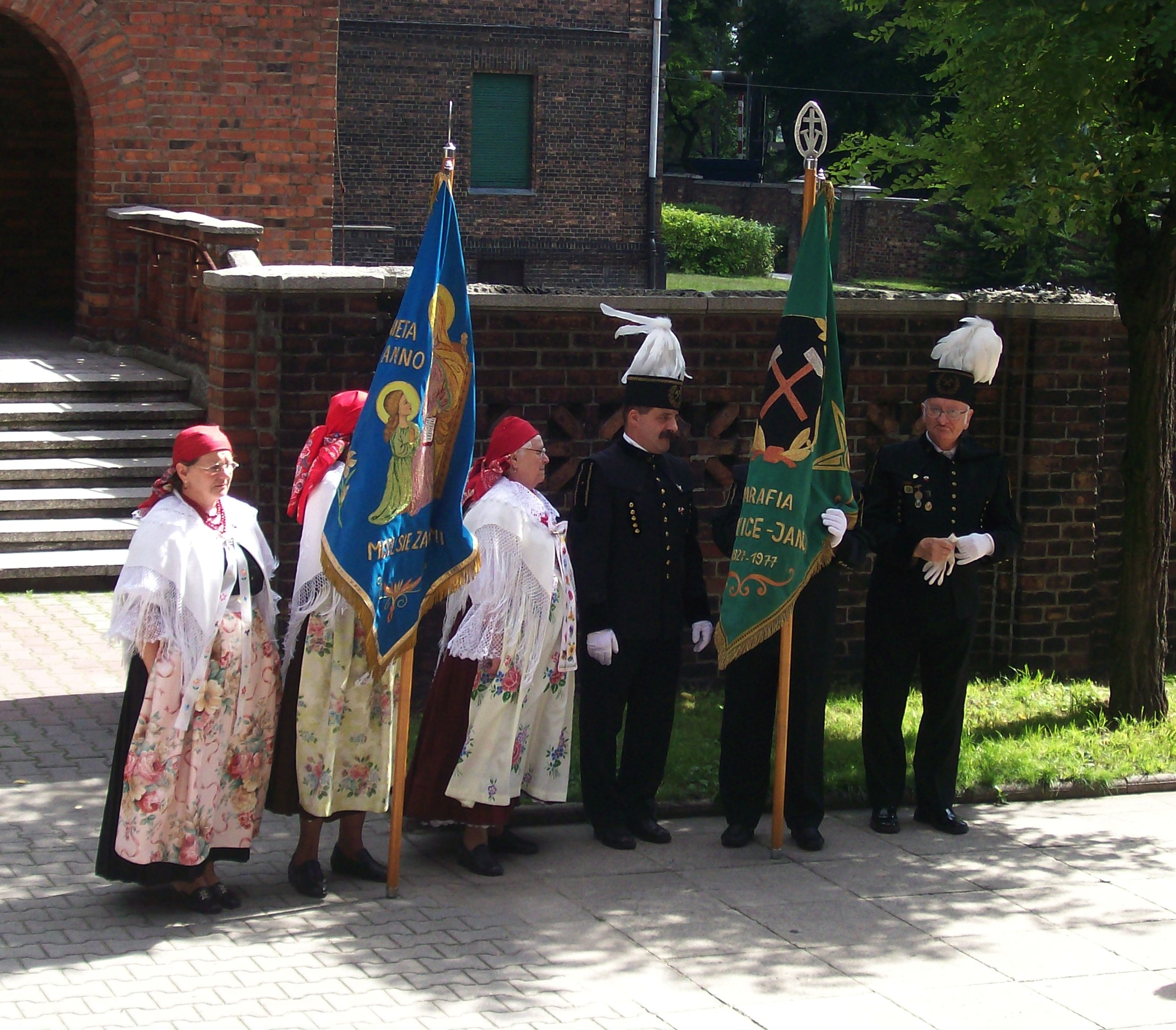
Poczty sztandarowe podczas odpustu w parafii św. Anny w Janowie

W kościele parafialnym w niedziele i święta nakazane odbywa się pięć mszy świętych (w tym jedna popołudniowa i jedna wieczorna), a w tygodniu dwie (jedna poranna i jedna wieczorna). Są również odprawiane różnego typu nabożeństwa, w tym do Matki Bożej Nieustającej Pomocy, msza święta i nabożeństwo ku czci świętej Anny, koronka do Miłosierdzia Bożego, czy nabożeństwo fatimskie. Odpust parafialny odbywa się w okolicy wspomnienia św. Anny i Joachima – w niedzielę po 25 lipca.
Wierni janowskiej parafii zrzeszeni są w kilkunastu grupach parafialnych. Są to: Ministranci, Domowy Kościół, Zespół Charytatywny Caritas, Legion Maryi, Grupa Modlitwy świętego ojca Pio, Żywy Różaniec, Bractwo świętej Anny, Kółko Misyjne, Podwórkowe Kółko Różańcowe, Krąg Biblijny, Klub Inteligencji Katolickiej, chór i Klub Ślonzoka.

## Zasięg parafii
Parafia swoim zasięgiem obejmuje wiernych z katowickiej dzielnicy Janów-Nikiszowiec. Liczyła ona w 2014 roku około 10 800 wiernych wyznania rzymskokatolickiego. Do parafii należą wierni z Katowic będący mieszkańcami ulic i placów: Boliny, Braci Woźniaków, Bzów, Cmentarna, Czechowa, Garbarska, Giszowiecka, Górniczego Dorobku, Grodowa, Hodowców, Janowska, Krawczyka, Ficka, Kulika, Leśnego Potoku, Lwowska 42-62 (adresy parzyste), Nad Stawem, Nałkowskiej, Ociepki, Odrowążów, Oswobodzenia, plac Wyzwolenia, Ruczajowa, Rymarska, Spacerowa, Strumienna, Szopienicka, św. Anny, Wiklinowa i Zamkowa.